# Rytigynia verruculosa
Rytigynia verruculosa là một loài thực vật có hoa trong họ Thiến thảo. Loài này được (K.Krause) Robyns miêu tả khoa học đầu tiên năm 1928.